# Milan Purović
Milan Purović (* 7. Mai 1985 in Titograd) ist ein montenegrinischer Fußballspieler.

## Karriere

### Im Verein
Purović begann seine Karriere beim FK Budućnost Podgorica, wo er bis 2005 spielte. Im Sommer 2005 wechselte er zum FK Roter Stern Belgrad. Mit Roter Stern Belgrad wurde er 2006 und 2007 Meister und Pokalsieger. Zur Saison 2007/08 wechselte er zu Sporting Lissabon. Er unterzeichnete einen Vierjahresvertrag.
Im Sommer 2008 unterschrieb er bei Kayserispor einen Einjahresvertrag, dem er sich auf Leihbasis anschloss. In der Saison 2009/10 spielte er leihweise für den ungarischen Erstligisten Videoton FC. In der Hinrunde der Soproni Liga kam er dabei sieben Mal zum Einsatz (0 Tore). Für die zweitklassige Reserve des Klubs absolvierte er ein Spiel. Beim 4:2 über Zalaegerszegi TE II gelangen ihm dabei zwei Tore. 
Zuletzt stans Purović 2018 beim FK Radnik Surdulica in Serbien unter Vertrag.

### In der Nationalmannschaft
Purović debütierte am 24. März 2007 beim Spiel gegen Ungarn in der montenegrinischen Fußballnationalmannschaft.